# Pan Zhenli
Pan Zhenli (chinesisch 潘真理, Pinyin Pān Zhēnlĭ, * um 1960) ist eine chinesische Badmintonspielerin.

## Karriere
Pan Zhenli gewann bei den Malaysia Open 1983 die Dameneinzelkonkurrenz. Bei den chinesischen Nationalspielen des gleichen Jahres wurde sie Zweite im Doppel. 1987 belegte sie Rang fünf bei den Badminton-Weltmeisterschaften und Rang zwei bei den Scandinavian Open im Mixed.

## Sportliche Erfolge
| Saison | Veranstaltung     | Disziplin   | Platz | Name                |
| ------ | ----------------- | ----------- | ----- | ------------------- |
| 1983   | Malaysia Open     | Dameneinzel | 1     | Pan Zhenli          |
| 1987   | Weltmeisterschaft | Mixed       | 5     | Li Ang / Pan Zhenli |
| 1987   | Scandinavian Open | Mixed       | 2     | Li Ang / Pan Zhenli |

## Referenzen
- World Badminton 15 (1987) (3), S. 39–40
- http://newspapers.nl.sg/Digitised/Article/straitstimes19870522.2.49.22.aspx
- http://sports.qq.com/a/20091015/000397.htm
- http://newspapers.nl.sg/Digitised/Page/straitstimes19830708.1.46.aspx

| Personendaten    | Personendaten                            |
| ---------------- | ---------------------------------------- |
| NAME             | Pan, Zhenli                              |
| ALTERNATIVNAMEN  | 潘真理 (chinesisch); Pān Zhēnlĭ (Pinyin) |
| KURZBESCHREIBUNG | chinesische Badmintonspielerin           |
| GEBURTSDATUM     | um 1960                                  |